# Her Filmland Hero
Her Filmland Hero è un cortometraggio del 1915 diretto da Chester M. Franklin e da Sidney Franklin (con il nome Sidney A. Franklin).  I due registi erano fratelli e girarono insieme i loro primi film. Avevano esordito nella regia qualche settimana prima, con il corto The Baby.
Gordon Griffith (1907-1958) è un attore bambino di otto anni che, negli anni trenta, diventerà anche regista. Per l'altra interprete, Olive Lord, è l'unico film della sua carriera.

## Produzione
Il film fu prodotto dalla Majestic Motion Picture Company.

## Distribuzione
Distribuito dalla Mutual, il film - un cortometraggio in una bobina - uscì nelle sale  statunitensi l'8 giugno 1915.